# Zlatni globus za najbolji scenarij
Zlatni globus za najbolji scenarij je nagrada koju svake godine od 1947. dodjeljuje Udruženje holivudskih stranih novinara. Nagrada se nije dodjeljivala od 1955. do 1964.

## Dobitnici i nominirani

### 1940-e
| Godina | Film Dobitnik                    | Nominirani                    |
| ------ | -------------------------------- | ----------------------------- |
| 1947.  | Čudo u 34. ulici – George Seaton |                               |
| 1948.  | Potraga – Richard Schweizer      |                               |
| 1949.  | Bojište – Robert Pirosh          | Rope of Sand – Walter Doniger |

### 1950-e
| Godina | Film Dobitnik                    | Nominirani                                                          |
| ------ | -------------------------------- | ------------------------------------------------------------------- |
| 1950.  | Sve o Evi – Joseph L. Mankiewicz | Bulevar sumraka – Charles Brackett Džungla na asfaltu – John Huston |
| 1951.  | Bright Victory – Robert Bruckner |                                                                     |
| 1952.  | Pet prstiju – Michael Wilson     | Lopov – Clarence Greene Točno u podne – Carl Foreman                |
| 1953.  | Lili – Helen Deutsch             |                                                                     |
| 1954.  | Sabrina – Ernest Lehman          |                                                                     |

### 1960-e
| Godina | Film Dobitnik                        | Nominirani |
| ------ | ------------------------------------ | --- |
| 1965.  | Doktor Živago – Robert Bolt          | Agonija i ekstaza – Philip Dunne Bitka za Bulge – Bernard Gordon, John Melson, Milton Sperling, Philip Yordan Kolekcionar – John Kohn A Patch of Blue – Guy Greene Tanka nit - Sterling Silliphant |
| 1966.  | Čovjek za sva vremena – Robert Bolt  | Alfie – Bill Naughton Misija u Kini – Robert Anderson Rusi dolaze, Rusi dolaze – William Rose Tko se boji Virginije Woolf? – Ernest Lehman                                                         |
| 1967.  | U vrelini noći – Sterling Silliphant | Bonnie i Clyde – David Newman, Robert Benton Diplomac – Buck Henry Lisica – John Lewis Carlino Pogodi tko dolazi na večeru – William Rose                                                          |
| 1968.  | Charly – Sterling Silliphant         | Fixer – Dalton Trumbo Producenti – Mel Brooks Rosemaryna beba – Roman Polanski Zima jednog lava – James Goldman                                                                                    |
| 1969.  | Anne od tisuću dana – Bridget Boland | Ako je utorak, ovo mora biti Belgija – David Shaw Butch Cassidy i Sundance Kid – William Goldman John i Mary – John Mortimer Ponoćni kauboj – Waldo Salt                                           |

### 1970-e
| Godina | Film Dobitnik                              | Nominirani |
| ------ | ------------------------------------------ | --- |
| 1970.  | Ljubavna priča – Erich Segal               | M*A*S*H – Ring Lardner Jr. Muževi – John Cassavetes Pet lakih komada – Carole Eastman Scrooge – Leslie Bricusse                                              |
| 1971.  | Bolnica – Paddy Chayefsky                  | Francuska veza – Ernest Tidyman Klute – Andy Lewis Kotch – John Paxton Marija, škotska kraljica – John Hale                                                  |
| 1972.  | Kum – Francis Ford Coppola                 | Avanti! – I.A.L. Diamond Cabaret – Jay Presson Allen Mahnitost – Anthony Shaffer Oslobađanje – James Dickey Zavodnik - Neil Simon                            |
| 1973.  | Egzorcist – William Peter Blatty           | Cinderella Liberty – Darryl Ponicsan Dan šakala – Kenneth Ross A Touch of Class – Melvin Frank Žalac – David S. Ward                                         |
| 1974.  | Kineska četvrt – Robert Towne              | Kum II – Francis Ford Coppola Pakleni toranj – Sterling Silliphant Prisluškivanje – Francis Ford Coppola Žena pod utjecajem – John Cassavetes                |
| 1975.  | Let iznad kukavičjeg gnijezda – Bo Goldman | Nashville – Joan Tewkesbury Pasje poslijepodne – Frank R. Pierson Ralje – Peter Benchley Sunčani momci – Neil Simon                                          |
| 1976.  | TV mreža – Paddy Chayefsky                 | Maratonac – William Goldman Putovanje prokletih – David Butler Rocky – Sylvester Stallone Svi predsjednikovi ljudi – William Goldman Taksist - Paul Schrader |
| 1977.  | Djevojka za zbogom – Neil Simon            | Annie Hall – Woody Allen Bliski susreti treće vrste – Steven Spielberg Julia – Alvin Sargent Životna prekretnica – Arthur Laurents                           |
| 1978.  | Ponoćni ekspres – Oliver Stone             | Interijeri – Woody Allen Lažna igra – Colin Higgins Lovac na jelene – Deric Washburn Slobodna žena – Paul Mazursky Povratak veterana - Robert C. Jones       |
| 1979.  | Kramer protiv Kramera – Robert Benton      | Četiri prijatelja – Steve Tesich Dobrodošli, g. Chance – Robert C. Jones Kineski sindrom – James Bridges Norma Rae – Harriet Frank Jr.                       |

### 1980-e
| Godina | Film Dobitnik                                   | Nominirani |
| ------ | ----------------------------------------------- | --- |
| 1980.  | Deveta konfiguracija – William Peter Blatty     | Čovjek slon – Eric Bergren Kaskader – Lawrence B. Marcus Obični ljudi – Alvin Sargent Razjareni bik – Mardik Martin                         |
| 1981.  | Ljetnikovac na Zlatnom jezeru – Ernest Thompson | Bez zlobe – Kurt Luedtke Crveni – Warren Beatty Četiri godišnja doba – Alan Alda Žena francuskog poručnika – Harold Pinter                  |
| 1982.  | Gandhi – John Briley                            | E.T. – Melissa Mathison Nestao – Costa-Gavras Presuda – David Mamet Tootsie – Larry Gelbart                                                 |
| 1983.  | Vrijeme nježnosti – James L. Brooks             | Garderobijer – Ronald Harwood Odgajajući Ritu – Willy Russell Reuben, Reuben – Julius J. Epstein Velika jeza – Barbara Benedek              |
| 1984.  | Amadeus – Peter Shaffer                         | Mjesto u srcu – Robert Benton Polja smrti – Bruce Robinson Put u Indiju – David Lean Vojnikova priča – Charles Fuller                       |
| 1985.  | Purpurna ruža Kaira – Woody Allen               | Čast Prizzijevih - Richard Condon Moja Afrika – Kurt Luedtke Povratak u budućnost – Bob Gale Svjedok – William Kelley                       |
| 1986.  | Misija – Robert Bolt                            | Hannah i njezine sestre – Woody Allen Mona Lisa – Neil Jordan Plavi baršun – David Lynch Vod smrti – Oliver Stone                           |
| 1987.  | Posljednji kineski car – Bernardo Bertolucci    | Kuća igara – David Mamet Nada i slava – John Boorman TV Dnevnik – James L. Brooks Začarana mjesecom – John Patrick Shanley                  |
| 1988.  | Na izmaku snaga – Naomi Foner                   | Kišni čovjek – Ronald Bass Mississippi u plamenu – Chris Gerolmo Plač u tami – Robert Caswell Zaposlena djevojka – Kevin Wade               |
| 1989.  | Rođen 4. srpnja – Oliver Stone                  | Društvo mrtvih pjesnika – Tom Schulman Rat za slavu – Kevin Jarre Seks, laži i videovrpce – Steven Soderbergh Učini pravu stvar – Spike Lee |

### 1990-e
| Godina | Film Dobitnik                                 | Nominirani |
| ------ | --------------------------------------------- | --- |
| 1990.  | Ples s vukovima – Michael Blake               | Avalon – Barry Levinson Dobri momci – Nicholas Pileggi Kum III – Francis Ford Coppola Žrtve bogatstva – Nicholas Kazan                                                       |
| 1991.  | Thelma i Louise – Callie Khouri               | Bugsy – James Toback Grand Canyon – Lawrence Kasdan JFK – Oliver Stone Kad jaganjci utihnu – Ted Tally                                                                       |
| 1992.  | Miris žene – Bo Goldman                       | Howards End - Ruth Prawer Jhabvala Igrač – Michael Tolkin Malo dobrih ljudi – Aaron Sorkin Nepomirljivi – David Webb Peoples                                                 |
| 1993.  | Schindlerova lista – Steven Zaillian          | Glasovir – Jane Campion Kratki rezovi – Robert Altman Na kraju dana - Ruth Prawer Jhabvala Philadelphia – Ron Nyswaner                                                       |
| 1994.  | Pakleni šund – Quentin Tarantino              | Četiri vjenčanja i sprovod – Richard Curtis Forrest Gump – Eric Roth Iskupljenje u Shawshanku – Frank Darabont Kviz – Paul Attanasio                                         |
| 1995.  | Razum i osjećaji – Emma Thompson              | Američki predsjednik – Aaron Sorkin Hrabro srce – Randall Wallace Odlazak u smrt – Tim Robbins Opus gospodina Hollanda – Patrick Sheane Duncan Uhvatite maloga - Scott Frank |
| 1996.  | Narod protiv Larryja Flynta – Scott Alexander | Engleski pacijent – Anthony Minghella Fargo – Ethan Coen Sjaj – Jan Sardi Usamljena zvijezda – John Sayles                                                                   |
| 1997.  | Dobri Will Hunting – Ben Affleck, Matt Damon  | Bolje ne može – Mark Andrus L.A. povjerljivo – Curtis Hanson Predsjedničke laži – Hilary Henkin Titanic – James Cameron                                                      |
| 1998.  | Zaljubljeni Shakespeare – Marc Norman         | Bulworth – Warren Beatty Spašavanje vojnika Ryana – Robert Rodat Sreća – Todd Solondz Trumanov Show – Andrew M. Niccol                                                       |
| 1999.  | Vrtlog života – Alan Ball                     | Biti John Malkovich – Charlie Kaufman Kućna pravila – John Irving Probuđena savjest – Michael Mann Šesto čulo – M. Night Shyamalan                                           |

### 2000-e
| Godina | Film Dobitnik                                             | Nominirani |
| ------ | --------------------------------------------------------- | --- |
| 2000.  | Traffic – Stephen Gaghan                                  | Korak do slave – Cameron Crowe Možeš računati na mene – Kenneth Lonergan Otrovno pero Markiza de Sadea – Douglas Wright Zlatni dečki – Steve Kloves          |
| 2001.  | Genijalni um – Akiva Goldsman                             | Čovjek kojeg nije bilo – Ethan Coen Gosford Park – Julian Fellowes Memento – Christopher Nolan Mulholland Drive – David Lynch                                |
| 2002.  | Gospodin Schmidt – Alexander Payne                        | Adaptacija – Charlie Kaufman Chicago – Bill Condon Daleko od raja – Todd Haynes Sati – David Hare                                                            |
| 2003.  | Izgubljeni u prijevodu – Sofia Coppola                    | Mistična rijeka – Brian Helgeland San o Americi – Jim Sheridan Studengora – Anthony Minghella Zapravo ljubav – Richard Curtis                                |
| 2004.  | Stranputica – Alexander Payne, Jim Taylor                 | Avijatičar – John Logan Bliski odnosi – Patrick Marber San za životom J.M. Barrieja – David Magee Vječni sjaj nepobjedivog uma – Charlie Kaufman             |
| 2005.  | Planina Brokeback – Larry McMurtry, Diana Ossana          | Fatalna nesreća – Paul Haggis, Bobby Moresco Laku noć i sretno – George Clooney, Grant Heslov München – Tony Kushner, Eric Roth Završni udarac – Woody Allen |
| 2006.  | Kraljica – Peter Morgan                                   | Babel – Guillermo Arriaga Bilješke o skandalu – Patrick Marber Mala djeca – Todd Field, Tom Perrotta Pokojni – William Monahan                               |
| 2007.  | Nema zemlje za starce – Ethan Coen, Joel Coen             | Juno – Diablo Cody Okajanje – Christopher Hampton Rat Charlieja Wilsona – Aaron Sorkin Skafander i leptir – Ronald Harwood                                   |
| 2008.  | Milijunaš s ulice – Simon Beaufoy                         | Frost/Nixon – Peter Morgan Neobična priča o Benjaminu Buttonu – Eric Roth Sumnja – John Patrick Shanley Žena kojoj sam čitao – David Hare                    |
| 2009.  | Ni na nebu, ni na zemlji – Jason Reitman i Sheldon Turner | Distrikt 9 – Neill Blomkamp i Terri Tatchell Narednik James – Mark Boal It's Complicated – Nancy Meyers Nemilosrdni gadovi – Quentin Tarantino               |

### 2010-e
| Godina | Film Dobitnik                                                                                   | Nominirani |
| ------ | ----------------------------------------------------------------------------------------------- | --- |
| 2010.  | Društvena mreža – Aaron Sorkin                                                                  | 127 sati – Simon Beaufoy, Danny Boyle Početak – Christopher Nolan Djeca su dobro – Stuart Blumberg, Lisa Cholodenko Kraljev govor – David Seidler                                             |
| 2011.  | Ponoć u Parizu – Woody Allen                                                                    | Igra pobjednika – Steven Zaillian, Aaron Sorkin Martovske Ide – George Clooney, Grant Heslov, Beau Willimon Nasljednici – Alexander Payne, Jim Rash, Nat Faxon Umjetnik – Michel Hazanavicius |
| 2012.  | Odbjegli Django – Quentin Tarantino                                                             | Argo – Chris Terrio Lincoln – Tony Kushner U dobru i u zlu – David O. Russell Trideset minuta poslije ponoći – Mark Boals                                                                     |
| 2013.  | Ona – Spike Jonze                                                                               | 12 godina ropstva – John Ridley Američka prevara – Eric Warren Singer i David O. Russell Nebraska – Bob Nelson Philomena – Jeff Pope i Steve Coogan                                           |
| 2014.  | Birdman – Alejandro González Iñárritu, Nicolás Giacobone, Alexander Dinelaris Jr., i Armando Bó | Odrastanje – Richard Linklater Nestala – Gillian Flynn Hotel Grand Budapest – Wes Anderson Igra imitacije – Graham Moore                                                                      |
| 2015.  | Steve Jobs – Aaron Sorkin                                                                       | Oklada stoljeća – Charles Randolph i Adam McKay Mrska osmorka – Quentin Tarantino Soba – Emma Donoghue Spotlight – Tom McCarthy i Josh Singer                                                 |
| 2016.  | La La Land – Damien Chazelle                                                                    | Noćne životinje – Tom Ford Moonlight – Barry Jenkins Manchester by the Sea – Kenneth Lonergan Sve ili ništa – Taylor Sheridan                                                                 |

## Vanjske poveznice
- Popis dobitnika i nominiranih  Arhivirana inačica izvorne stranice od 29. rujna 2006. (Wayback Machine)